# باولو سيزار أرانغو
باولو سيزار أرانغو (بالإسبانية: Paulo César Arango) هو لاعب كرة قدم كولومبي، ولد في 27 أغسطس 1984 في Jamundí ‏ في كولومبيا. شارك مع منتخب كولومبيا لكرة القدم. أما مع النوادي، فقد لعب مع أتلتيكو جونيور وأتليتيكو بوكارامانغا وأمريكا دي كالي ونادي كاراكاس.

## وصلات خارجية
- باولو سيزار أرانغو على موقع قاعدة بيانات كرة القدم.إي يو (الإنجليزية)
- باولو سيزار أرانغو على موقع ناشيونال فوتبول تيمز (الإنجليزية)
- باولو سيزار أرانغو على موقع Soccerway.com (الإنجليزية)